# 圣罗曼德蒙帕济耶
圣罗曼德蒙帕济耶（法語：Saint-Romain-de-Monpazier，法語發音：[sɛ̃ ʁɔmɛ̃ də mɔ̃pazje]）是法国多尔多涅省的一个市镇，位于该省南部，属于贝尔热拉克区。

## 地理
圣罗曼德蒙帕济耶（44°43'4"N, 0°52'15"E）面积7.48 平方千米，位于法国新阿基坦大区多爾多涅省，该省份为法国西南部内陆省份，是法國本土面积第三大的省，大致对应佩里戈尔地区，北起顺时针与夏朗德省、上维埃纳省、科雷兹省、洛特省、洛特-加龙省、吉倫特省和滨海夏朗德省接壤。
与圣罗曼德蒙帕济耶接壤的市镇（或旧市镇、城区）包括：蒙费朗迪佩里戈尔、圣阿维里维耶尔、圣马尔科里、马尔萨莱斯、洛尔姆、圣克鲁瓦。

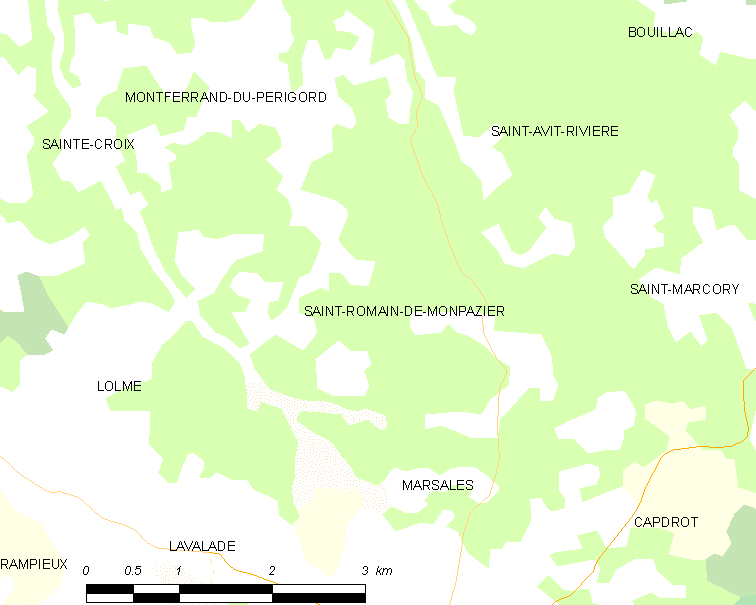
圣罗曼德蒙帕济耶的OSM定位图

圣罗曼德蒙帕济耶的时区为UTC+01:00、UTC+02:00（夏令时）。

## 行政
圣罗曼德蒙帕济耶的邮政编码为24540，INSEE市镇编码为24495。

## 政治
圣罗曼德蒙帕济耶所属的省级选区为拉兰德县。

## 人口

1962-2008年间圣罗曼德蒙帕济耶人口变化图示

圣罗曼德蒙帕济耶于2022年1月1日时的人口数量为108人。